# أندريس فرنسيسكو جايلز
أندريس فرنسيسكو جايلز (بالإسبانية: Andrés Francisco Giles)‏ هو فنان تنصيبي أرجنتيني، ولد في 1980.